# Шурга, Михаил Антонович
Михаи́л Анто́нович Шурга́ (1 февраля1952, Сокольники, Пустомытовский район Львовская область −22 июня 2019) — советский гребец-байдарочник, выступал за сборную СССР в первой половине 1970-х годов. Чемпион мира, трёхкратный чемпион национальных первенств. На соревнованиях представлял спортивное общество «Трудовые резервы», заслуженный мастер спорта СССР (1974).

## Биография
Михаил Шурга родился в 1952 году в с. Сокольники, Пустомытовского района Львовской области, Украинская ССР. Активно заниматься греблей начал в раннем детстве, проходил подготовку в местной специализированной детско-юношеской школе олимпийского резерва № 1, позже присоединился к добровольному спортивному обществу «Трудовые резервы». Первого серьёзного успеха добился в 1974 году, когда на взрослом чемпионате Советского Союза завоевал золото в зачёте четвёрок на 1000 и 10000 метров. Благодаря череде удачных выступлений удостоился права защищать честь страны на мировом первенстве в Мехико — вместе с четырёхместным экипажем, куда также вошли гребцы Николай Горбачёв, Анатолий Шарыкин и Леонид Деревянко, одолел всех соперников на десятикилометровой дистанции и стал, таким образом, чемпионом мира. За это достижение по итогам сезона удостоен почётного звания «Заслуженный мастер спорта СССР».
В сезоне 1975 года Шурга выиграл золотую медаль всесоюзного первенства в заплыве байдарок-двоек на дистанции 1000 метров. Позже побывал на чемпионате мира в югославском Белграде, пытался защитить звание мирового чемпиона, однако на сей раз их четырёхместная байдарка финишировала третьей. Вскоре после этой регаты Михаил Шурга перестал попадать в основной состав национальной команды и принял решение завершить карьеру спортсмена.